# Си-ван-му

Нефритовые чертоги богини Си-ван-му на берегу Яшмового озера (с картины эпохи поздней Мин)

Си-ван-му (кит. 西王母, пиньинь Xī Wáng Mŭ, "Царица-мать Западного рая") — китайская богиня, одна из наиболее почитаемых в даосском пантеоне.

## Предание
Согласно китайской традиции, Си-ван-му являлась повелительницей Запада, хранительницей источника и плодов бессмертия. В более древних мифах она выступает грозной владычицей Страны мёртвых, находившейся на западе, и хозяйкой небесных кар и болезней, в первую очередь чумы, а также стихийных бедствий, которые она насылает на людей. Изображалась богиня с длинными растрёпанными волосами, скреплёнными заколкой, телом и лицом человека, хвостом барса и когтями тигра, сидящей на треножнике в пещере. Пищу ей приносили три синие (или зелёные) трёхногие священные птицы.
В более поздней традиции Си-ван-му превращается в небесную красавицу, живущую на крайнем Западе, в горах Куньлунь, на вершине в нефритовом дворце, на берегу Яшмового озера, возле которого растёт персиковое дерево с плодами, дарующими бессмертие. Её всегда сопровождает тигр. Богиня здесь является покровительницей даосских святых мудрецов («бессмертных»). Её дворец и находящийся рядом сад с персиковым деревом и источник бессмертия окружает золотой вал, охраняемый волшебными существами и чудовищами. Так, выходящие на восток ворота вала («Ворота Света») стережёт тигр с девятью человеческими головами.
Си-ван-му замужем за повелителем Востока Дун Вангуном, и встречается с ним раз в году на крыле гигантской птицы.